# Kleptochthonius anophthalmus
Kleptochthonius anophthalmus är en spindeldjursart som beskrevs av William B. Muchmore 1970. Kleptochthonius anophthalmus ingår i släktet Kleptochthonius och familjen käkklokrypare. Inga underarter finns listade i Catalogue of Life.